# Morley (Meuse)
Morley é uma comuna francesa na região administrativa do Grande Leste, no departamento de Meuse. Estende-se por uma área de 24.75 km², e possui 206 habitantes, segundo o censo de 2018, com uma densidade de 8.3 hab/km².